# Вейнсбург (Пенсільванія)
Вейнсбург (англ. Waynesburg) — місто (англ. borough) в США, в окрузі Грін штату Пенсільванія. Населення — 4006 осіб (2020).

## Географія
Вейнсбург розташований за координатами 39°53′54″ пн. ш. 80°11′8″ зх. д. / 39.89833° пн. ш. 80.18556° зх. д. (39.898294, -80.185582). За даними Бюро перепису населення США в 2010 році місто мало площу 2,07 км², уся площа — суходіл.

## Демографія
Згідно з переписом 2010 року, у селищі мешкало 4176 осіб у 1499 домогосподарствах у складі 768 родин. Густота населення становила 2015 осіб/км². Було 1687 помешкань (814/км²).
Расовий склад населення:
| - 95,9 % — білих - 1,8 % — чорних або афроамериканців - 0,5 % — азіатів - 0,2 % — корінних американців - 0,1 % — вихідців з тихоокеанських островів |

До двох чи більше рас належало 1,4 %. Частка іспаномовних становила 0,7 % від усіх жителів.
За віковим діапазоном населення розподілялося таким чином: 16,6 % — особи молодші 18 років, 71,9 % — особи у віці 18—64 років, 11,5 % — особи у віці 65 років та старші. Медіана віку мешканця становила 27,7 року. На 100 осіб жіночої статі у селищі припадало 94,1 чоловіків; на 100 жінок у віці від 18 років та старших — 89,5 чоловіків також старших 18 років.
Середній дохід на одне домашнє господарство становив 48 362 долари США (медіана — 37 389), а середній дохід на одну сім'ю — 62 719 доларів (медіана — 53 313). Медіана доходів становила 45 655 доларів для чоловіків та 29 474 долари для жінок. За межею бідності перебувало 24,6 % осіб, у тому числі 25,8 % дітей у віці до 18 років та 9,4 % осіб у віці 65 років та старших.
Цивільне працевлаштоване населення становило 1957 осіб. Основні галузі зайнятості: освіта, охорона здоров'я та соціальна допомога — 32,7 %, мистецтво, розваги та відпочинок — 12,2 %, роздрібна торгівля — 10,7 %.